# Esterházy Mihály (politikus, 1853–1906)
Galánthai gróf Esterházy Mihály, Esterházy Mihály Antal Károly Mária (Pozsony, 1853. július 11. – Budapest, 1906. április 28.) országgyűlési képviselő, az IBUSZ alapító elnöke, vitorlázó, vadász, fényképész.

## Életútja
Gróf Esterházy Antal császári és királyi kamarás és herceg Trubetzkoy Vera fia. A sport minden neme iránt nagy hajlammal viseltetett; a galamblövészetet ő honosította meg hazánkban. Mint kitűnő lövő a nizzai nemzetközi galamblövészet alkalmával az első díjat nyerte. Elnöke volt az 1888-ban megalakult Balatontavi Gőzhajózási Részvénytársaságnak, a Magyar Athletikai Klubnak, a Stefánia Yacht Egyletnek és a pozsonyi hajós-egyletnek. Az 1880-as évek elején Indiában töltött hosszabb időt és mint oroszlánvadász vált híressé, később Afrikában is megfordult. 1892-ben mint a nemzeti párt jelöltje megválasztatott Szencen országgyűlési képviselővé. Birtokai Pozsony megyében voltak. Jeles amatőr fotós volt, külföldön is kiállították képeit. Mint a Magyar Automobil Club elnöke, 1901-ben az ő autója kapta az 1. számot Magyarországon. 
Sportcikkeket írt a Vadász- és Versenylapba (1871. Nilusi vadászataink, Túzok-vadászataink sat.)